# Olga Sucharnova
Olga Sucharnova, född den 14 februari 1955 i Krasnodar kraj, dåvarande Sovjetunionen, är en sovjetisk basketspelare som var med och tog OS-guld 1976 i Montréal. Detta var första gången dambasket var med på det olympiska programmet. Sucharnova var även med fyra år senare och tog OS-guld 1980 i Moskva. 